# Norfolk (graafschap)
Norfolk is een shire-graafschap (non-metropolitan county OF county) in de Engelse regio East of England en telt 898.390 inwoners. De oppervlakte bedraagt 5.382 km². Graafschaphoofdstad is Norwich.
Norfolk is een graafschap in historisch East Anglia.
Norfolk is de titel van een Engelse hertog. De bekendste hertog was Thomas Howard van Norfolk (1473-1554) die bij koning Hendrik VIII in ongenade viel. Hendrik overleed echter de dag voordat hij het doodvonnis zou ondertekenen.

## Demografie
Van de bevolking is 20,0 % ouder dan 65 jaar. De werkloosheid bedraagt 3,0 % van de beroepsbevolking (getallen volkstelling 2001).
Het aantal inwoners steeg van ongeveer 754.300 in 1991 naar 796.728 in 2001.

## Overzicht districten
| Lokaal bestuurde gebieden en plaatsen | Lokaal bestuurde gebieden en plaatsen |
| Nr.                                   | District                              |
| ------------------------------------- | ------------------------------------- |
| 1                                     | Norwich                               |
| 2                                     | South Norfolk                         |
| 3                                     | Great Yarmouth                        |
| 4                                     | Broadland                             |
| 5                                     | North Norfolk                         |
| 6                                     | King's Lynn and West Norfolk          |
| 7                                     | Breckland                             |

| Detailkaart |
| ----------- |
|             |

## Plaatsen
- Aylsham
- Downham Market
- Fakenham
- Holt
- Norwich
- Swaffham
- Thetford
- Wroxham
- Wymondham

## Geboren in Norfolk
- John Fastolf (1380-1459), ridder
- Charles Bolles (1829-1888), crimineel in het Wilde Westen